# خاندان سایئونجی
خاندان سایئونجی (به ژاپنی: 西園寺家 Saionji-ke) یکی از خاندان های اشراف درباری (کوگه) وابسته به خاندان فوجیوارای شمالی و یک شاخه از خاندان فوجیوارا بود.